# Eugenio Fabi
Eugenio Fabi (Ancona, 9 giugno 1838 – Ascoli Piceno, 3 giugno 1905) è stato un patriota e militare italiano.

## Biografia
Nostromo scelto da Augusto Elia per fare parte dell'equipaggio delle navi Piemonte e Lombardo, fu garibaldino della Spedizione dei Mille nella compagnia dei Carabinieri Genovesi, combattendo a Calatafimi. Durante i combattimenti di Palermo venne ferito ad una mano da una fucilata, riportando una frattura alla mano sinistra, che lo lasciò invalido, per il suo comportamento venne promosso sottotenente.
Trascorse gli ultimi anni della sua vita a Ripatransone, Macerata ed Ascoli Piceno, dove morì.
A causa di una dimenticanza il suo nome venne inserito nell’elenco dei Mille solo nel 1884. Il suo ritratto nell’Albo dei Mille, in realtà è attribuito ad un altro garibaldino pavese Luigi Fabio.